# جائزة فلسطين
جائزة فلسطين أو جائزة محمود الهمشري هي جائزة أدبية في فرنسا تأسست في 1979م.

## التسمية
تم إعطاء جائزة فلسطين تسمية المناضل الفلسطيني الشهيد محمود الهمشري (1938 - 1972) الذي كان الممثل غير الرسمي لمنظمة التحرير الفلسطينية في فرنسا، ومن المناضلين الأوائل في حركة فتح.
وقد تم اغتيال محمود الهمشري من طرف الموساد في باريس بتاريخ 8 ديسمبر 1972م.

## الوصف
تم إنشاء جائزة فلسطين التي هي جائزة أدبية من طرف جمعية التضامن الفرنسي العربي بدعم من مجلة فرنسا-الدول العربية في 1979م.
وتكافئ هذه الجائزة كتابا منشورا خلال السنة باللغة الفرنسية، موضوعه خاص بفلسطين أو بشخصية مادية أو معنوية يخدم نشاطها القضية الوطنية الفلسطينية بطريقة تستأهل تكريمها.

## التحكيم
تتكون لجنة تحكيم جائزة فلسطين من عشرة أعضاء هم:
- السيدات: ماري كلود الهمشري، كينيزي مراد، وهوقات بيرول.[6]
- السادة: بول بالطا[الفرنسية]، لوسيان بيترلين[الفرنسية]، فرانسيس كريميو[الفرنسية]، هنري لوسال، جان رابينوفيتشي، فيليب دي سان روبارفيليب دي سان روبير[الفرنسية]، روبير فيال الأمين الدائم للجنة التحكيم.[7]

## قائمة الحاصلين
- 1988، نور الدين عبا[الفرنسية]، "تل الزعتر صمت عند قدوم الليل"، (بالفرنسية: Tell el Zaâtar s’est tu à la tombée du soir).[8]
- 1993، إليزابيث ماتيو، من أجل أعمالها المسرحية.[9]
- 1998، ماريون سيقو[الفرنسية]، "منصور كردوش، رجل عادل في الناصرة"، (بالفرنسية: Mansour Kardosh, un juste à Nazareth)، (ردمك 2708233440).[10]
- 1998، فرانسوا أبو سالم (فرانسوا قاسبار)، من أجل مجمل إنجازاته المسرحية.[11]
- 2002، إيف تيسيي دورفاي، "ميشيل صباح، سلام على القدس، أقوال قس فلسطيني"، (بالفرنسية: Michel Sabbah, Paix sur Jérusalem, propos d'un évêque palestinien)، منشورات ديسكلي دي بروير[الفرنسية]، (ردمك 2220049949).[12]
- 2004، ألان مينارق[الفرنسية]، "حائط شارون"، (بالفرنسية: Le Mur de Sharon)، مطابع النهضة[الفرنسية]، (ردمك 2750900603).[13]
- 2006، سيلفان سيبال[الفرنسية]، "المحاطون، المجتمع الصهيوني في ورطة"، (بالفرنسية: Les Emmurés, La société israélienne dans l'impasse)، (ردمك 2707149764).[14]
- 2007، روني باكمان[الفرنسية]، "جدار في فلسطين"، (بالفرنسية: Un mur en Palestine).[15]
- 2007، جيمي كارتر، جائزة خاصة من لجنة التحكيم، "فلسطين، السلام لا الأبارتيد"، (بالفرنسية: "Palestine : La Paix, pas l'apartheid")، فايارد[الفرنسية].[16]

### مواضيع ذات صلة
- فلسطين
- فيلا فلسطين
- شارع فلسطين

### وصلات خارجية
- موقع جمعية فرنسا-فلسطين